# Dreifaltigkeitskathedrale (Alba Iulia)

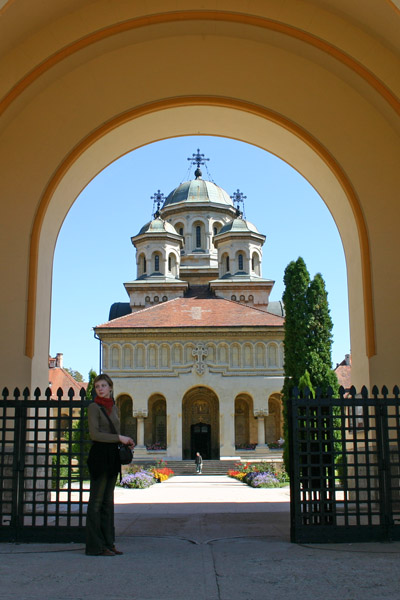
Kathedrale der Heiligen Dreifaltigkeit

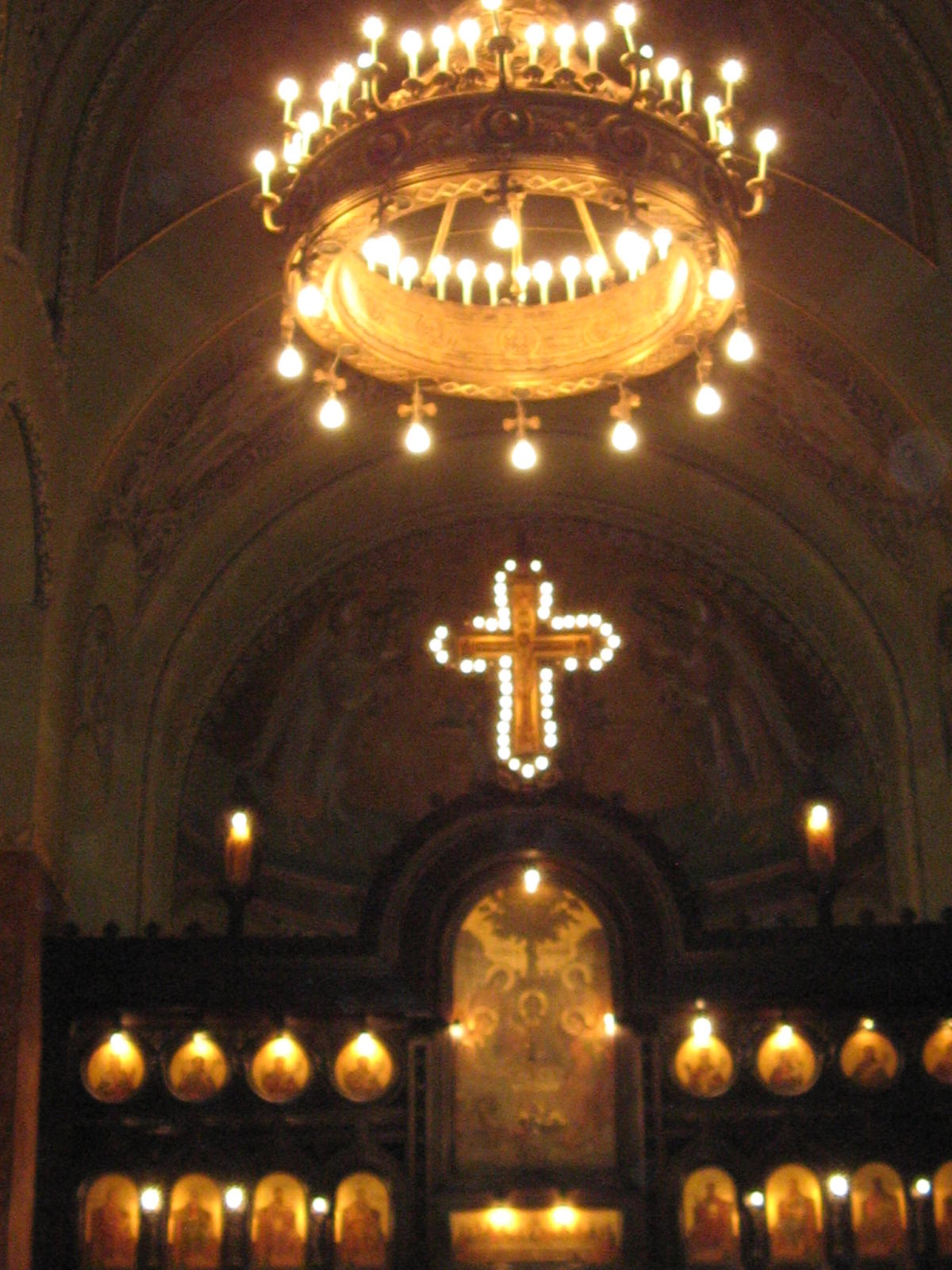
Kreuz und Leuchterkrone über der Ikonostase

Die Dreifaltigkeitskathedrale (rumänisch Catedrala Sfânta Treime) mit dem Beinamen Kathedrale der Wiedervereinigung der Nation (Catedrala Reîntregirii Neamului, so seit 1948) oder Krönungskathedrale (Catedrala Încoronării, bis 1948) in der rumänischen Kreisstadt Alba Iulia (Karlsburg) ist die Bischofskirche der rumänisch-orthodoxen Erzeparchie Alba Iulia.
Der neobyzantinische Zentralbau mit Haupt- und Nebenkuppeln, einem 58 Meter hohen Glockenturm und einem umgebenden Rechteck von Wohn-, Begegnungs- und Verwaltungsgebäuden wurde 1921–1923 nach Plänen von Victor Gheorghe Ștefănescu in unmittelbarer Nachbarschaft der römisch-katholischen St.-Michaels-Kathedrale errichtet, nachdem Siebenbürgen als Folge des Ersten Weltkriegs Teil Rumäniens geworden war. Der Anschluss Siebenbürgens wird in der rumänischen Geschichtsschreibung auch als Wiedervereinigung bezeichnet, da unter Mihai Viteazul die drei Länder Walachei, Moldau und Siebenbürgen 1600 schon einmal für kurze Zeit vereint waren. Am 15. Oktober 1922 war die Kathedrale Schauplatz der Krönung von König Ferdinand I. und Königin Marie. 1948 wurde hier nach dem Verbot der rumänischen griechisch-katholischen Kirche durch das kommunistische Regime und der Verhaftung zahlreicher opponierender Priester und Laien die Vereinigung der unierten mit der rumänisch-orthodoxen Kirche begangen.